# В'єкослав Кобещак
В'єкослав Кобещак (20 січня 1974) — хорватський ватерполіст.
Срібний призер Олімпійських Ігор 1996 року, учасник 2000, 2004 років.